# Nikon D100
Nikon D100 — цифровой однообъективный зеркальный фотоаппарат компании «Никон».
Nikon D100 был впервые представлен на выставке PMA (Photo Marketing Association International) в Орландо, 21 февраля 2002 года. Камера позиционировалась, как прямой конкурент Canon EOS D60 и стоила по заявленной цене на 1 доллар дешевле 2000 (D60 — 2000 $, D100 — 1999 $).
Сразу после появления возникло много споров, на базе какой из плёночных камер был изготовлен Nikon D100. С одной стороны, корпус почти один в один повторял корпус Nikon F80, за исключением добавленного сзади экрана и нескольких специфичных для цифровых аппаратов органов управления. С другой, смущало число «100» в названии, которое ассоциировалось с Nikon F100, а это переводило камеру в разряд профессиональных продуктов. В итоге, разработчик камеры, Цутому Вакабаяси, высказал мнение, что «камера Nikon D1 относится к Nikon F5, как D100 к F100», но поскольку D100 разработана с нуля, прямых аналогий с плёночными камерами проводить не стоит, слишком сильно различается их внутреннее устройство. Но все равно, многим любителям продукции «Никон» не давало покоя то, что Вакабаяси был разработчиком F80, а не F100.
Одним из больших плюсов Nikon D100 — это «отвёртка» в байонетном креплении (электродвигатель в корпусе фотоаппарата), позволяющая работать с безмоторными автофокусными объективами, которые значительно дешевле своих аналогов со встроенным внутри объектива мотором.
.